# ولتنجور
ولتنجور (به انگلیسی: Vellattanjur) یک روستا در هند است که در Thrissur district واقع شده‌است.

## خصوصیات
ولتنجور ۶٬۶۳۷ نفر جمعیت دارد.